# Kołobrzeg
Kołobrzeg (← poloneză, AFI: [kɔ'wɔbʒεg], germană Kolberg, pomeraniană Kòłobrzeg) este un oraș în voievodatul Pomerania Occidentală, Polonia, reședința județului de nume omonim. Are o populație de 43.680 locuitori și suprafață de 25,67 km² (2023).